# Georg Riedel
Georg Martin Ludvig Riedel, född 8 januari 1934 i Karlovy Vary i dåvarande Tjeckoslovakien, död 25 februari 2024 i Stockholm, var en svensk musiker och kompositör. Han inledde sin musikkarriär som jazzbasist på 1950-talet och  räknades därefter till de ledande svenska jazzmusikerna. Han blev även känd som kompositör av barnmusik, inte minst för sångerna till filmer och TV-serier baserade på Astrid Lindgrens böcker.
Georg Riedel spelade med bland andra Jan Johansson, Arne Domnérus, Lars Gullin, Jan Allan, Radiobandet, Monica Zetterlund, Gunnar Svensson, Egil Johansen och Rune Gustafsson. Han var även basist i jazzgruppen Trio con Tromba. Med Jan Johansson deltog han på skivan Jazz på svenska, Sveriges genom tiderna bäst säljande jazzinspelning med sparsmakade jazzversioner av svenska folkmelodier.

## Uppväxt
Georg Riedel föddes i Karlovy Vary (tyska: Karlsbad) i dåvarande Tjeckoslovakien. Fadern Karl Riedel, som var sudettysk, arbetade som arkitekt och var aktiv socialist. Modern Auguste Riedel, född Zentner, var barnläkare och tillhörde en judisk släkt. På hösten 1938 flydde den då fyraårige Georg med sina föräldrar och sin äldre syster till Sverige undan nazisterna. Familjen bosatte sig i en lägenhet på Södermalm i Stockholm och kunde några år senare flytta till en villa i Mälarhöjden. Fadern fick anställning direkt. Modern hindrades av sitt judiska påbrå, men i takt med Nazitysklands motgångar ändrades värderingarna i Sverige så att hon kunde avsluta sin praktik och börja arbeta som läkare, däribland som kolloläkare på Barnens Ö. Fadern spelade cello, lyssnade ofta på klassisk musik hemma via radio och tog med sonen för att lyssna på symfonier i Stockholms konserthus.
I tioårsåldern började Georg Riedel i Stockholms folkskolors sångklasser. Som tolvåring hade han som skoluppgift att skriva en komposition, vilken utsågs till klassens bästa. På fritiden spelade han först fiol under violasten Lince Berglund och sedan konsertmästare Josef Grünfarb, båda aktiva vid Kungliga Filharmoniska Orkestern. Efter hand gick han över till cello, fick upp ett intresse för jazz och blev bekant med Rune Öfwerman. Vid 15 års ålder började han studera kontrabas för Henry Lundin vid Stockholms borgarskola. Riedels föräldrar var skeptiska till jazzmusik och bland lärarna i sångklasserna var musikstilen allmänt avskydd. När Riedel och Öfwerman blev påkomna med att jamma boogie-woogie i skolans aula blev de genast utsjasade. I Afton-Tidningens amatörtävling "AT-jazzen" gick det bättre – de vann tävlingen 1950. Sina gymnasiestudier fullföljde han på Kungsholmens Gymnasium. På gymnasiet umgicks han med Lasse Werner och spelade med Lasse Bagge i en kvintett som deltog i 1951 års upplaga av "AT-jazzen". Kvintetten vann inte, men Riedel tog hem solistpriset för sin insats på fiol. Sommaren 1951 blev det ett kort inhopp i Gösta Törners orkester som var på folkparksturné och efterföljande sommar spelade han på olika etablissemang i Stockholm i en kvintett där kamraten Putte Lindblom ingick. I början av 1953 fick gruppen Georg Riedels kvartett chansen att spela i programmet Jazzbiten som sändes på Sveriges Radio. Lindblom och Riedel hamnade sedan i kontakt med saxofonisten Lars Gullin som var något av en idol för Riedel. Gullin planerade att lämna Arne Domnérus band för att starta en sin egen jazzgrupp och tog med de båda unga musikerna på ett antal skivinspelningar.

## Karriär

### Tidig karriär
Direkt efter studentexamen började Georg Riedel sin bana som basist i Lars Gullins kvintetts sommarturné 1953. Året efter medverkade Riedel med komp och solospel på inspelningen av Gullins Danny's Dream, vars titellåt blev en svensk jazzklassiker. Redan från början av sin karriär fick Riedel inte bara spela med de namnkunniga jazzmusikerna i kvintetten, utan han fick även möjlighet att utveckla sin färdighet som kompositör och arrangör genom kontakten med Gullin som var erkänt skicklig inom båda områdena. Parallellt med engagemanget i Gullins kvintett började han studera kontrabas vid Kungliga Musikhögskolan för Knut Gullbrandsson, vilket han fortsatte med i fem år. Liksom vid musikklasserna var lärarna skeptiska till jazz, men Riedel fick trots allt ledighet beviljad de gånger han behövde spela med kvintetten. Han övervägde fortfarande en karriär inom klassisk musik och lämnade kvintetten för att lägga mer krut på studierna. Samtidigt frilansade han som basist och deltog fortsatt på skivinspelningar med Lars Gullins grupp. Under sommaren 1953 deltog Riedel på Gullins nyskapande inspelningar som kombinerade jazzspel med körinsatser. Han återupptog även sitt cellospel, men valde att stämma instrumentet i kvarter som om det vore en kontrabas. Åren 1954–1955 spelade han in ett antal experimentella skivor på cello i liten sättning. Georg Riedels första egna skivsläpp 78-varvarn Gacello på Modern Music och hans första egna EP 45-varvarn Georg Riedel Quartet på Metronome släpptes båda 1954.
År 1954 blev han inbjuden till Arne Domnérus jazzband, där Gullin redan var solist. Eftersom han fortfarande var inställd på en klassisk karriär tackade han först nej, men hann ändra sig till året därpå när erbjudandet upprepades. Engagemanget i jazzorkestern blev långvarigt. Riedel spelade mot slutet av 1980-talet fortfarande tillsammans med bandmedlemmarna vid enstaka tillfällen. I början var engagemanget omfattande med folkparksturnéer på 4 månader på sommarhalvåret samt spelningar nästan varje kväll i Stockholm och annorstädes varje helg. Domnérus orkester blev stilbildande för svensk jazz och Riedels engagemang i gruppen under 1950-talet innebar många spelningar på Nalen, där man var en av de fasta ensemblerna. Av bandmedlemmarna Gösta Theselius och Gunnar Svensson fick Riedel lära sig mer om arrangering, varefter han snart blev en av jazzbandets huvudarrangörer. Under sin tid i bandet han hann medverka på 25 EP-skivor och ett femtiotal LP-skivor, ofta som både musiker och arrangör. De musikaliska ramarna var initialt ganska begränsade. Bandet behövde korta och dansvänliga låtar med lagom och tydligt tempo, sällan längre än tre minuter. Riedels arrangemang började under andra halvan av 1950-talet ges ut som "tryckarr", vilka var avsedda för landets dansorkestrar. Medlemskapet i Arne "Dompan" Domnérus band gav honom möjligheten att spela i olika av Sveriges Radio sponsrade radioorkestrar, i vilka "Dompan-klanens" musiker dominerade. I Radiobandet fick han med tiden tillsammans med Jan Johansson och Bengt-Arne Wallin allt mer inflytande över repertoaren så att den framemot mitten av 1960-talet fick en ändrad och allt mindre traditionell karaktär.
Georg Riedel hade i slutet av 1950-talet efterträtt Bengt Hallberg som stående arrangör för skivbolaget Philips-Sonora. Engagemanget ledde till att han 1961 var arrangör, kapellmästare och basist i storbandet vid inspelningen av Monica Zetterlunds genombrottslåt "Sakta vi gå genom stan", med svensk text av Beppe Wolgers. Det var inte Riedels och Zetterlunds första samarbete. Han hade nämligen kompat henne med Arne Domnérus orkester vid några skivinspelningar och under ett antal radiosändningar med Radiobandet. Året därpå samarbetade trion igen med "Vilsevalsen" som uruppfördes på Lilla Teatern under föreställningen Party, vars olika akter vävdes ihop av Riedels musik. Vilsevalsen var en kaotisk skapelse med en fritt flängande text, vars sju minuter långa framförande inbegrepp åtta olika tonarter omkastade av ständiga tempoväxlingar. Sakta vi gå genom stan hade även blivit början på ett annat återkommande samarbete. Skivbolaget Philips producent Göte Wilhelmson tog tillbaka Monica Zetterlund och Georg Riedel för ett antal inspelningar. Wilhelmson själv stod för låtförslagen som diskuterades av de två andra innan Riedel valde sättning och arrangerade. Beppes texter tonsattes återigen av Riedel för SVT:s Kvartett, ett jazzprogram i fyra delar där ensemblen kompade en ny sångare i varje avsnitt. Det blev ytterligare ett storbandsarrangemang av Wolgers text för Monica Zetterlunds "Waltz for Debby" inspelad 1963. Samma år vann Zetterlund Melodifestivalen med låten "En gång i Stockholm" där Beppe Wolgers text hade tonsatts av Bobbie Ericson och slutligen arrangerats av Georg Riedel.

### Jazzbalett och Jazz på svenska

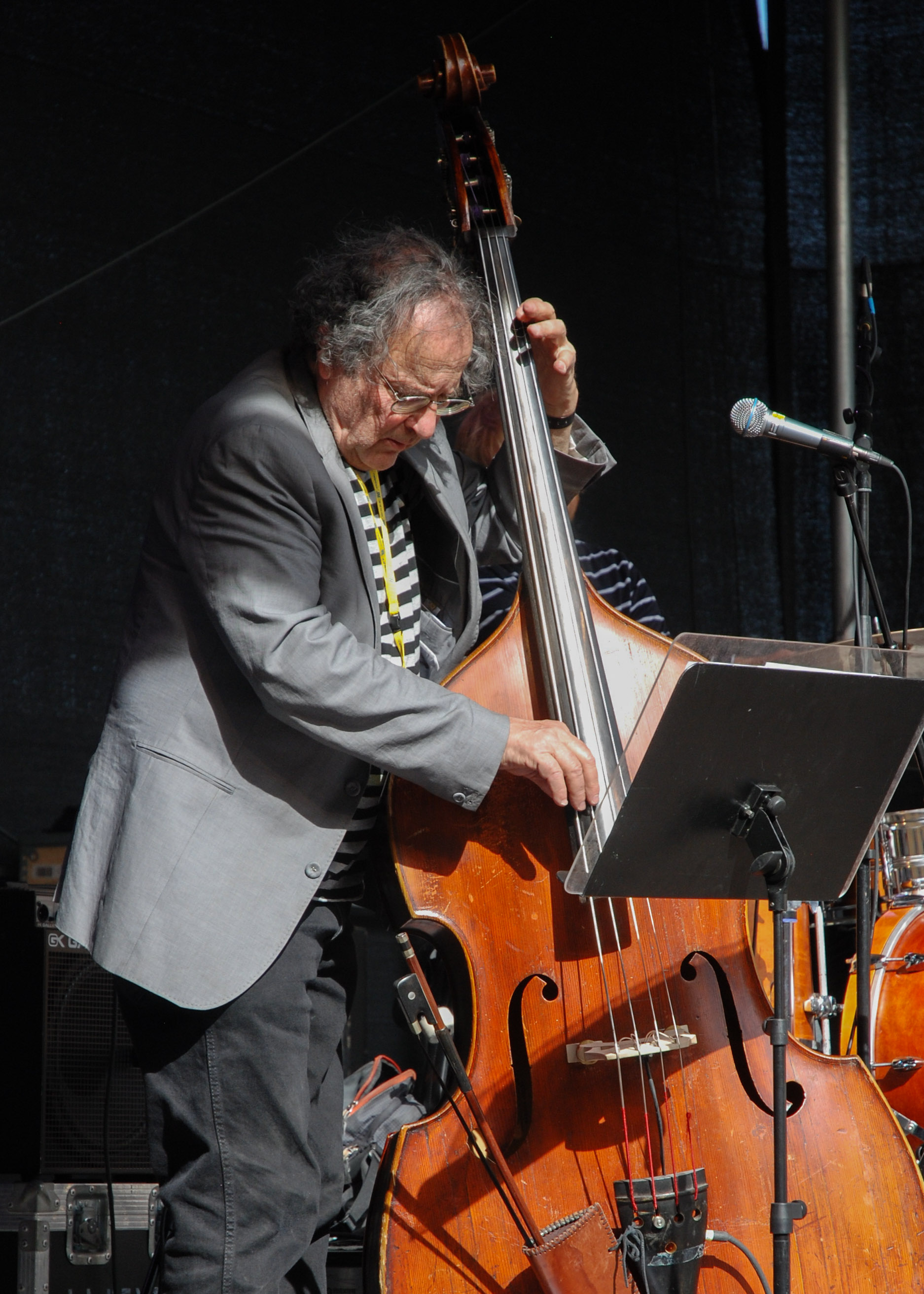
Georg Riedel på Stockholm Jazz Festival 2010.

Jazzbaletten nådde Sverige i början av 1960-talet. Riedel bidrog till kulturyttringen genom att komponera sviten Tio små negerpojkar som blandade jazzmusik och europeisk konstmusik. Det blev hans första större komposition att kombinera de två genrerna. Sviten ingick i Jazzbalett –61 som sattes upp på Blancheteatern samma sommar under ledning av koreografen Lia Schubert. Under några år därefter satte Schubert upp en ny version av jazzbaletten varje år, med Riedel och Jan Johansson som huvudkompositörer. Båda hade medverkat på Rune Gustafssons första LP tidigare under året, till vilken Riedel hade arrangerat flera låtar och komponerat "What time is it?". Johansson och Riedel blev även närmare bekanta efter att Johansson samma år gick med i Arne Domnérus orkester. Efter Johanssons inträde bestod Domnérus Nalen-orkester nu av Arne Domnérus på altsax och klarinett, Bengt-Arne Wallin på trumpet, Bjarne Nerem på tenorsax, Rune Falk på barytonsax och basklarinett, Rune Gustafsson på gitarr, Georg Riedel på bas, Egil Johansen på trummor och Jan Johansson på piano.
Samarbetet Johansson-Riedel fortsatte och började väcka mer uppmärksamhet efter att Lia Schubert 1963 satt upp en jazzbalett i Göteborg med musikstycken av de båda och Jacques Offenbach. Under vårens studerade herrarna dirigering och musikteori för Siegfried Naumann och 9 maj premiärade Jazzbalett –63 i Stockholm.  Det var tillsammans med Jan Johansson som Riedel 1964 spelade in de sista låtarna till LP:n Jazz på svenska. Under tre inspelningssessioner tolkade de folkmusikvisor från Svenska låtar i jazzversion. Riedels basfiol ackompanjerar Johanssons återhållsamma pianospel i vad som kom att bli Sveriges genom tiderna mest sålda jazzalbum. Riedel och Johansson släppte mer musik gemensamt på LP-skivorna Rörelser (1963) och Mobil (1965). På den förra varvades komponisternas suggestiva låtar från Jazzbalett –63 och på den senare deltog de med varsin längre svit. Klarinettisten och dirigenten Leif Strand inspirerades av Jazz på svenska att bjuda in upphovsmännen till en serie konserter i svenska kyrkor.
Fusionen mellan svensk folkmusik och jazz fortsatte när Ulf Peder Olrog anlitade Riedel, Bengt Hallberg, Jan Johansson och Bengt-Arne Wallin för att arrangera musik till internationella radiotävlingen i Monte Carlo 1965 (Triumph Varieté). Inspirationen kom från folkmusik lagrad i Sveriges Radios musikarkiv. Jazztolkningarna blandade med arkivmaterialet släpptes på LP:n Adventures in jazz and folklore. Georg Riedel deltog under mitten av 1960-talet även i husbandet till det direktsända radioprogrammet Jazz under stjärnorna, som under Arne Domnérus ledning sändes live från Sollidenscenen på Skansen på måndagskvällarna under somrarna. Samma gäng kompositörer som hade deltagit i radiotävlingen anlitades av producenten Lennart Hanning till underhållningsprogrammet Musik på sitt eget vis som sändes 1964–1965. Riedel komponerade och arrangerade musik till flera avsnitt. Den folkmusikaliskt inspirerade svenska jazzen fortsatte ta sig ut i Europa. Georg Riedel spelade tillsammans med Jan Johansson trio flera av låtarna från Jazz på svenska vid Jazzfestivalen i Tallinn 1966. Han gästade sedan Jazzfestivalen i Prag samma år med Arne Domnérus band, vars konsertprogram då inkluderade flera folkjazzlåtar. Båda konserterna fick ett gott mottagande och i Tallinn erhöll medlemmarna i trion varsin av festivalens tio utdelade guldmedaljer.
När den nybildade statliga Konstnärsstipendienämnden år 1963 började premiera jazzmusiker tilldelades Riedel ett av fyra treåriga stipendier om 12 000 kronor. Cornelis Vreeswijks skivproducent Anders Burman lät Georg Riedel tonsätta ett antal Vreeswijk-texter, vilka sedan framfördes under en gemensam sommarturné 1966. Riedel tonsatte "En visa om ett rosenblad", "Rosenblad, Rosenblad" och "Telegram för fullmånen". Riedels arrangemang var mer avancerade än Vreeswijks egna och trubaduren valde fortsättningsvis att framföra dem live vid sådana tillfällen när han kunde bli kompad. Både Georg Riedel och Jan Johansson bidrog med nya verk till svenska symfoniorkestrar, särskilt Norrköpings orkesterförening som höll flera uruppföranden 1966–67. Intresset för jazzbaletten ledde mot slutet av 60-talet till en samproduktion med stöd av SVT:s musikavdelning. Lars Egler stod för regin, Alvin Ailey för koreografin och Georg Riedel komponerade musiken som blandade konstmusik och jazz. För körinsatsen stod Eric Ericsons Kammarkör som ackompanjerades av en 20-mannaorkester. Resultatet blev den fyrtio minuter långa TV-produktionen Riedailgia som vann Prix Italia 1967.
Samma år bildades Radiojazzgruppen som spelade nyskrivna verk av svenska kompositörer, ofta Georg Riedel och Jan Johansson som även agerade arrangörer för gruppen. Georg Riedel var redan medlem i Arne Domnérus orkester, som fick utgöra kärnan i detta nybildade tolvmannaband. Radiojazzgruppens kompositörer fick utrymme att ta ut svängarna och komponera fritt. Riedels bidrag var ofta genomarbetade och stundtals uppemot 18 minuter långa, vilket var mycket längre än de tidstypiska jazzlåtarnas genomsnitt på sju minuter. Till hans längre verk med inslag av modernism och folkmusik kan nämnas "Svallvågor" och "The midnight sun never sets", av vilka den förra spelades av Jan Johansson trio och den senare av Arne Domnérus sextett vid Jazzfestivalen i Tallinn 1967. Riedel komponerade sedan den 20 minuter långa "Intermittent meditation over Martin Luther King" till minnesgudstjänsten under Kyrkornas världsråds möte i Uppsala domkyrka 1968. Radiojazzgruppen stod för framförandet med Riedel på kontrabas. Verket återuppfördes i november på Europeiska radiounionens direktsända konsert jämte den nyligen avlidne Jan Johanssons ofullbordade "Minnen av Sverige", vilken hade färdigställts av Georg Riedel och Daniel Bell. Det pågående samarbetet mellan Georg Riedel och Leif Strand kulminerade i en skivinspelning med Strands kammarkör tillsammans med flera andra jazzmusiker. En skiva med Leif Strands Kammarkör släpptes 1969 och vann en Grammis året efter. Konstellationen turnerade runt i landet på slutet av 1960-talet och höll flera kyrkokonserter, samt fortsatte släppa skivor tillsammans under de följande åren. Ett liknande turnerande samarbete skedde samtidigt mellan flera medlemmar av Radiojazzgruppen och dirigenten Ingemar Braennstroems Uppsala Missionskyrkas kammarkör. En annan skivinspelning som skedde 1969, men utan någon kör inblandad var den av Fancy som spelades in av trion Arne Domnérus, Rune Gustafsson och Georg Riedel. Den släpptes året efter och vann en Grammis för årets jazzproduktion 1971.
Barbro Hörbergs TV-program En byrå till exempel från 1968 blev året därefter en turnerande skolföreställning som under namnet Musik rätt och snett vidareutvecklade konceptet att spela musik för barn med hjälp av vanliga vardagsföremål. Georg Riedel var en av flera jazzmusiker som följde med på otaliga skolföreställningar och uppsättningar på scen. När Hörberg blev manusförfattare och sedan programledare för SVT:s godnattstund 1969 följde Riedel med som kompositör. År 1970 släpptes skivan Musik – rätt och snett där Barbro Hörberg kompas av Georg Riedel, Beppo Gräsman, Egil Johansen och Lars Bagge. Låtarna varvades med att Hörberg filosoferade högt eller småpratade med musikerna och barnen i publiken.

### Filmmusik och barnvisor
I Sverige hade jazzmusik använts i film sedan 1940-talet och Riedel blev en av sin tids flitigast anlitade kompositörer. Bara under åren 1965–1966 komponerade han musik för sex långfilmer. Han komponerade musiken till bland annat Prins Hatt under jorden (1963), 491 (1964), Nattlek (1965) och Ormen (1966).
Georg Riedel hör också till en mindre skara svenska jazzmusiker som under 1960-talet med framgång började komponera för barn och populariserade jazz som filmmusik inom svensk barnfilm. Det blev han som komponerade musiken till Olle Hellboms Astrid Lindgren-filmatiseringar av Pippi Långstrump och Emil i Lönneberga. Jan Johansson var ursprungligen kontrakterad för Pippi, men vid hans plötsliga bortgång 1968 var bara signaturmelodin "Här kommer Pippi Långstrump" färdigkomponerad. Till skillnad från Johansson som hade släppt en skiva med barnvisor 1965, hade Georg Riedel ingen tidigare erfarenhet av att komponera musik för barn. Förutom signaturmelodin användes uteslutande välkända sånger och visor när låtarna i filmen skulle sjungas med text, medan Riedel stod för den instrumentella stämningsmusiken. Att kompositionerna gillades av Astrid Lindgren själv underlättade deras framtida samarbeten. När Beppe Wolgers bearbetade sin barnbok Djur som inte ... till en familjemusikal fick Riedel återigen stå för musiken och Per Åhlin för scenografi och kostym. Wolgers spelade själv huvudrollen som flodhästen Behemot i uppsättningen som sommaren 1969 sattes upp på Oscarsteatern och sedan samma höst på Dramaten.
Till uppföljarna Pippi Långstrump på de sju haven (1970) och På rymmen med Pippi Långstrump (1970) komponerade Georg Riedel fler, längre och mer genomarbetade stycken. Utifrån Astrid Lindgrens sångtexter skapade han klassiker som "Sjörövar-Fabbe", "Kalle Teodor" och "Mors lilla lathund". För att Emil-sångerna skulle anknyta till tidstypisk svensk musik hade Astrid Lindgren skickat bandinspelningar där hon sjunger eller nynnar delar av gamla folkvisor eller skillingtryck från sin barndom. Inspirerad av banden komponerade Riedel filmmusiken som han sedan inspelade i studio tillsammans med sina jazzkollegor, men enstaka sånger spelades in på plats i samband med filmningen och med Riedel som arbetsledare. Emil-filmerna innehåller ännu fler av Riedels egenkomponerade visor. Två av de mest välkända är "Du käre lille Snickerbo" och "Idas sommarvisa". Utformningen av samarbetet mellan Riedel och Lindgren var varierande. I vissa fall började arbetet med att Riedel fick texten av Lindgren, i andra fall hann Riedel komponera musiken först. Han fortsatte komponera till Astrid Lindgren-filmatiseringarna Världens bästa Karlsson (1974) och Alla vi barn i Bullerbyn (1986).

### Julkalendrar och barnkörer
Riedel fortsatte att skriva musik till barnvisor i och utanför filmsammanhang. Han komponerade musiken till Göran Tunströms julkalender Granodlarna Wikmansson (1972) och tonsatte även Beppe Wolgers julkalender för SVT/SR Långtradarchaufförens berättelser (1975). Riedel hade under de senaste åren blivit bekant med Lennart Hellsing som också var sommargäst på Fårö, varför han fick uppdraget att komponera och leda orkestern när Hellsings Bananbok skulle släppas som Bananskiva 1976. När Gunilla Bergströms böcker skulle bli TV-serien Alfons Åberg anlitades Riedel för att skapa musiken, som även ingick när Alfons lästes in på kassett av Björn Gustafson 1980. I ett annat samarbete tonsatte han Barbro Lindgrens texter som släpptes på skivan Nu sjunger Näktergalen (1987). Sångerna därifrån användes även vid Barnkörstämman i Skinnskatteberg och när Georg Riedel säsongen 1989–1990 turnerade med några jazzmusiker genom landet för att spela med olika skolkörer.
Under 1980-talet spelades fyra Riedel-låtar in för TV-programmet Dagens visa: "Idas sommarvisa", "Lille katt", "Pippis sommarvisa" och "Sjörövar-Fabbe". Strax före och under 1980-talet bearbetades några Astrid Lindgren-verk för scen, men behöll Georg Riedels musik. Astrid Lindgren skrev manus när Pippi Långstrump blev musikal med Siv Malmkvist i huvudrollen 1979. Originallåtarna kompletterades då med fler sånger. Uppsättningen gick på turné i både Sverige och övriga Norden samt släpptes på skiva 1980. Även Emil blev musikal som Emil i Lönneberga på Göta Lejon 1986 och Kalas i Lönneberga på Dramaten 1989–1991. Han belönades 1990 med tidningen Vis Evert Taube-stipendium för sina insatser som kompositör, med betoning på tonsättningarna av barnförfattares texter. Till riksdagens högtidliga öppnande 1991 anlitades Georg Riedel som kompositör. Samma år släppte han fler Barbro Lindgren-sånger på skivan Lilla ungen min. Arbetet för och med barnkörer kulminerade 1997 när International Children's Festival for Friendship anordnades i Stockholm. Han komponerade musiken som sjöngs av 400 barnkorister från sju länder, samlade från olika konfliktzoner i världen.

### Kyrkomusik och poeter

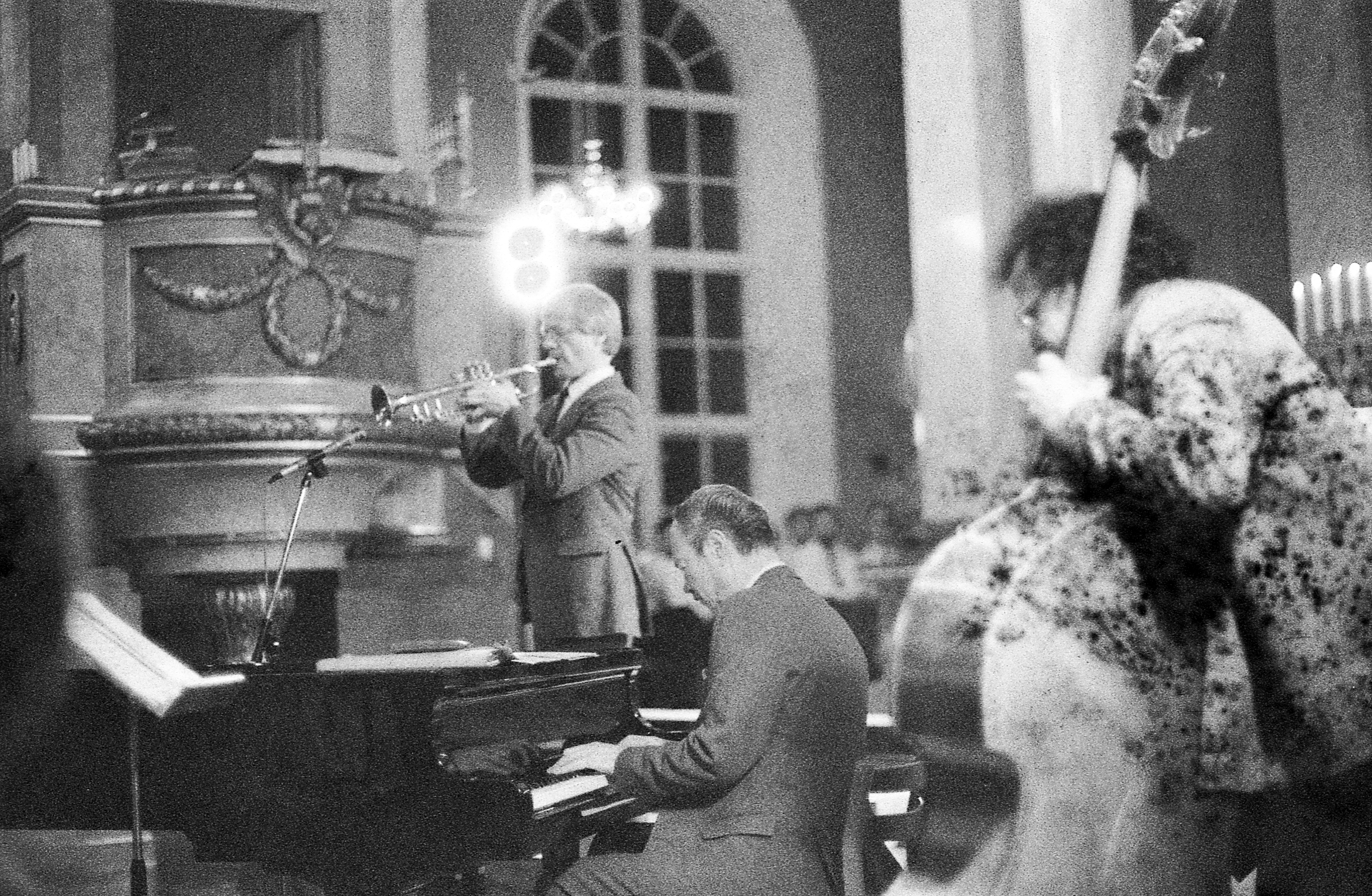
Bengt Hallberg, Jan Allan och Georg Riedel spelar i Vänersborgs kyrka.

Tillsammans med trumpetaren Jan Allan och pianisten Bengt Hallberg bildade han 1982 jazzgruppen Trio con Tromba. Gruppen deltog ofta i diverse samarbeten med körer samt andra orkestrar och ensembler. Det blev även flera radiosändningar, skivinspelningar och turnéer under gruppens femåriga existens.
På Kjell Bengtssons initiativ anlitade Sveriges kyrkliga studieförbund i slutet av 1980-talet Georg Riedel för att tonsätta texter av prästen Christina Lövestam. Korrespondensen gick via Bengtsson som valde vilka texter som vidarebefordrades till Riedel. Totalt tonsattes ett trettiotal texter, varav ett längre verk kallat Millenniespelet (1999) som bearbetades för scen av Niklas Hjulström. Kontakten med Kjell Bengtsson ledde även regelbundna besök i Alingsås där Bengtsson var organist för att spela med dennes kyrkokörer. Delar av materialet baserat på Christina Lövestams texter släpptes på CD:n Fri som en fågel. Skivsläppet var del av ett samarbete med Kettil Skarby på Gehrmans musikförlag. Efter att barnkörledare klagat på tonläget hos flera av Riedels låtar släppte förlaget nothäftet Idel Riedel där tonarterna höjts för att bättre passa barnröster. Riedel komponerade  senare Missa increduli ("tvivlarens mässa") som följer den latinska texten i klassiska mässor, men med Credot (jag tror) ersatt av "Ego dubito" eller "Ego praesentio" (jag tvivlar, jag anar). Verket som komponerades för kör och jazzgrupp hade premiär i Storkyrkan med Gustaf Sjökvists kammarkör. Kammarkören uruppförde även Riedels Ur Sorgegondolen i samma kyrka 2005. Verket består av fem sånger för blandad kör baserade på texter av Tomas Tranströmmer. 2013 komponerade han kantaten "Som dina fingrar format" till text ur Psaltaren 8:4-5, till Uppenbarelsekyrkans i Saltsjöbaden 100-årsjubiléum. Verket uppfördes igen till 110-årsjubileet 2023.
Riedel komponerade även en del konstmusik, exempelvis en opera efter August Strindbergs Hemsöborna för Folkoperan i Stockholm och körmusik, bland annat till texter av Tomas Tranströmer. Hans sista verk (2009) är ett körverk Passion för Jorden med text av Karin Liungman.

År 2021 tilldelades Georg Riedel Stockholms stads hederspris för sina insatser inom kulturområdet för barn och ungdom. Juryns motivering var följande: 
Georg Riedels klanger och melodier är ett med svenska folkets DNA. I mer än ett halvt sekel har han trollbundit barn, ungdomar och vuxna i jazzens och visans underbara värld. Bland Georgs över tusen skrivna verk hittar vi Idas sommarvisa och musiken till Bananbok, Emil och Pippi Långstrump. Klassiker som lever sitt eget liv i barndomens outplånliga soundtrack. Hans komplexa kompositioner är genialt anspråkslösa och hans enkla melodier aldrig banala. Bara det bästa är gott nog åt barnen!
Hans sista stora musikprojekt blev Georg Riedels jiddischland där han tonsatte texter på jiddisch. I projektet samlades olika kulturutövare i arbetet kring en bok, en konsert på jazzscenen Fasching och ett par TV-program.
Georg Riedel avled den 25 februari 2024 efter en tids sjukdom i en ålder av 90 år.

## Georg Riedel som kompositör
Av barndomens kontakter med klassisk musik mindes Riedel att han drogs till musik av Mozart och Bach, samt Tjajkovskij och andra romantiska tonsättare. Han har också hävdat betydelsen hos tjeckiska och slovakiska folkvisor från sin tidiga barndom för de melodier han sedan skapat som komponist. Bland tidiga jazzintryck har han nämnt hur han som tolvåring hört en jammande dragspelstrio i folkparken liksom radioinslag med Thore Ehrlings orkester. Till hans amerikanska jazzinfluenser kan räknas Duke Ellington, Miles Davis och Charles Mingus, liksom Louis Armstrong och Charlie Parker. Georg Riedel genomgick aldrig någon formell utbildning i komposition, utan snappade upp olika idéer från de svenska och amerikanska jazzartister han lyssnade på medan han läste in sig på musikteori. Han valde även att ta privatlektioner i komposition.
Under tiden i Arne Domnérus orkester bidrog Georg Riedel som de andra kompositörerna och arrangörerna i gruppen till en ljudbild liknandes den hos Count Basie och Duke Ellington, vilken ibland kunde gå över mot bebop. Genom sina samarbeten med Jan Johansson introducerades Georg Riedel för svensk folkmusik som inspirationskälla. Likt Johansson ägnade sig Riedel under 1960-talet åt att komponera utanför det gångna decenniets normer. I och med folkmusikinslagen skapade de något nytt utifrån 1950-talets strikta bebop. Till jazzbaletterna komponerade båda verk som var osedvanligt strikt noterade, men ändå innehöll partier för öppen improvisation. Riedel bidrog även till den svenska jazzens förnyelse under 1960-talet genom att han var en av de kompositörer som började komponera jazzvalser i tretakt eller sex-åttondelstakt. Bland annat "What time is it?" (1961). I sina jazzbaletter blandade Riedel ledigt jazztoner med inslag av europeisk konstmusik. I kompositionen Riedaiglia (1967) kompletterade han fusionen med avancerade samtida konstmusikgrepp inklusive clusterteknik. Konstmusikens trender spelade även roll för Riedels körsamarbeten från och med slutet av 1960-talet. Här återkommer stilgrepp som tolvtonsteknik och clusterteknik, inslag av friformsjazz där saxofonerna är särskilt framträdande, och slutligen hardbop med sina gospel- och bluesinslag. I "Gud går här på jorden" (1969) lägger kören ingen melodi, utan reciterar titelstrofen i breda ackord, som jazzmusikerna improviserar emot eller följer efter. Under 1970-talet fick konstmusikinslagen stå tillbaka till förmån för mer folkmusikaliska grepp och influenser från väckelserörelsernas psalmtradition.
I och med Olle Hellboms Astrid Lindgren-filmatiseringar introducerade Riedel jazzmusikens toner och sättning till barnmusiken. Med denna introduktion följde de folkmusikaliska inslagen. Enligt jazzhistorikern Jan Bruér kan Georg Riedels barnmusik karakteriseras som både lättsjungen och melodisk. Detta trots att den jämfört med tidigare barnvisor innehåller en hel del okonventionella intervall liksom inslag av jazzimprovisationer. Okonventionell var den även i ett internationellt perspektiv genom denna korsbefruktning mellan barnmusik och jazz. Barnvisorna gav honom möjligheten att fokusera på melodiskapande efter att jazzen under slutet av 1960-talet blivit mer improviserad och friform.
Hans instrumentella kompositioner till den första Pippi-filmatiseringen var dock fortfarande tydligt influerade av dessa strömningar. Musiken som spelades in med flera av Riedels gamla jazzkollegor relaterar han själv till Pippi-karaktärens okonventionella och oberäkneliga sätt. Kompositionerna var samtidigt relativt återhållsamma och lågmälda jämfört med hans senare barnfilmmusik, vilket enligt Riedel berodde på att han utgick ifrån Johanssons utkast. Den fortsatta fusionen mellan jazz och folkmusik byggde även den vidare på utkasten. Till de två efterföljande filmerna hade han lagt ned möda på att skapa melodiösa låtar, vilket resulterade i de första av hans många kända barnvisor. I musiken till Emil-filmerna varierar han tempot och växlar mellan dur och moll för att skapa olika sorters stämning. Teman kopplade till enskilda karaktärer förekommer, men dessa varieras sedan på så sätt för att följa handlingen. Stilmässigt bibehålls samtidigt kopplingen till de visor och skillingtryck från Lindgrens barndom som stått som förlaga. Vid filmatiseringen av Alfons Åberg hade han gått tillbaka till instrumentella teman. Genom att fullt utnyttja de olika instrumentens särart och bredd skapas olika stämningar, medan signaturmelodin stundvis får utrymme i kompositionerna. I Världens bästa Karlsson backas Karlsson upp av bastuba, gitarr och klarinett. Musiken som helhet bär fortsatt tydliga spår av Riedels jazzbakgrund.
Georg Riedels barnvisor blev nästan omedelbart populära. Med tiden har flera av dem blivit en del av den svenska sångtraditionen. Idas sommarvisa har kommit att bli ett närmast självklart inslag i svenska skolavslutningar. Georg Riedel deltog inte bara i utvecklingen och förnyandet av den svenska jazzen under 1960-talet. Genom sina kompositioner för och spelningar i svenska kyrkor med andra jazzmusiker och olika körer var han med och gjorde jazzen "rumsren" i kyrkliga sammanhang. I takt med att pop-musiken greppade tag i tidsandan och tog över försvann jazzen från svenska folkparker och flyttade in i kyrkorummet. I kyrkliga sammanhang tonsatte han gärna texter från den gemensamma judisk-kristna berättelsen och avstod från att tonsätta strikt jesustroende evangeliska texter.

## Familj

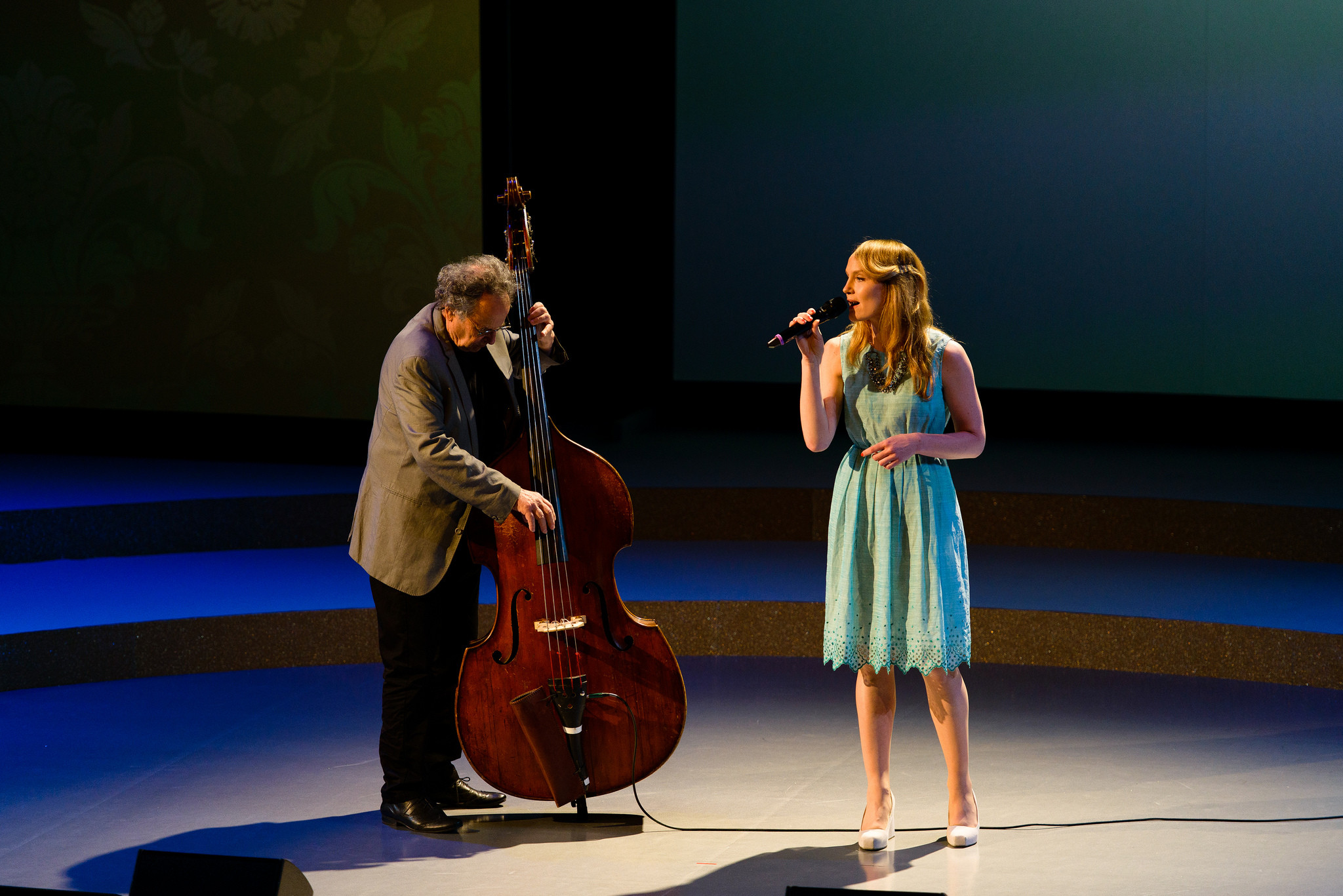
Georg Riedel och dottern Sarah Riedel uppträder under utdelningen av Litteraturpriset till Astrid Lindgrens minne (ALMA) 2012 i Stockholms Konserthus.

Georg Riedel hade sex barn. Han var gift med Gudrun Riedel som var politiskt aktiv i svenska kyrkan. Han var far till musikern och författaren Channa Riedel (född 1990), som 2023 debuterade med diktsamlingen Karlsbad (Bonniers förlag). Dottern Sarah Riedel deltog som barn med sånginsatser på Georg Riedels inspelningar av Barbro Lindgren-tonsättningarna och associerade tv-inslag. Hon blev senare sångerska och kompositör.

## Verk

### Diskografi
- 1971 – Riedaiglia
- 1991 – Lilla ungen min
- 1993 – Till Amanda
- 2003 – Barn på nytt
- 2008 – Wolfgang on My Mind
- 2008 – Hemligheter på vägen
- 2011 – Cornelis vs. Riedel
- 2018 – Secret Song
- 2019 – Diokrati med Mattias Ståhl
- 2021 – Dance music/Live at Fasching
- 2023 – Jiddischland

### Filmmusik i urval
- 1963 – Prins Hatt under jorden
- 1964 – Wild West Story
- 1964 – 491
- 1964 – Bröllopsbesvär
- 1965 – Morianerna
- 1965 – Nattmara
- 1965 – Festivitetssalongen
- 1966 – Yngsjömordet
- 1966 – Nattlek
- 1966 – Adamsson i Sverige
- 1966 – Ormen
- 1967 – Bränt barn
- 1967 – Roseanna
- 1967 – Mördaren – en helt vanlig person
- 1968 – Vindingevals
- 1968 – Fanny Hill
- 1969 – Pippi Långstrump (TV-serie)
- 1969 – Mej och dej
- 1970 – Pippi Långstrump på de sju haven
- 1970 – På rymmen med Pippi Långstrump
- 1973 – Smutsiga fingrar
- 1973 – Emil och griseknoen
- 1974 – Jorden runt med Fanny Hill
- 1981 – Tuppen
- 1983 – Mot härliga tider
- 1986 – Alla vi barn i Bullerbyn
- 1986 – Min pappa är Tarzan
- 1986 – Ulme (TV-serie)
- 1988 – Vid vägen
- 2010 – Puss
- 2013 – Emil & Ida i Lönneberga

## Utmärkelser
- 1993 – Ledamot (nr 889) av Kungliga Musikaliska Akademien

### Medaljer
- 1998 –  Medaljen Litteris et Artibus i guld
- 2006 –  Kungliga Musikaliska Akademiens medalj i guld för tonkonstens främjande
- 2019 –  Kungliga sällskapet Pro Patrias stora medalj i guld[146]

### Priser och stipendier
- 1967 – Prix Italia för musikfilmen Riedaiglia (med Lars Egler)
- 1970 – Grammis för "Årets sakrala produktion" (med Leif Strands Kammarkör)
- 1971 – Grammis för "Årets jazzalbum" (med Arne Domnérus trio)
- 1989 – Astrid Lindgrens värld-stipendiet
- 1990 – Evert Taube-stipendiet
- 1991 – Grammis som "Årets barn" för Lilla ungen min (delat pris med Barbro Lindgren)[147]
- 1994 – Alice Tegnér-musikpriset (som förste pristagare)
- 1997 – Thore Ehrling-stipendiet
- 1998 – Jan Johansson-stipendiet
- 2001 – Grammis: Juryns hederspris[147]
- 2003 – Spelmannen
- 2003 – Grammis för ”Årets barnalbum” Trollringen (delat pris med Lennart Hellsing)[147]
- 2005 – Hugo Alfvénpriset[148]
- 2005 – Lars Gullin-priset[149]
- 2006 – Årets barn- och ungdomskörledare
- 2009 – Gullspira[150]
- 2014 – Olle Adolphsons minnespris[151]
- 2014 – Jazzkatten, ”Årets Guldkatt”[152]
- 2023 – Alfons-Bokalen
- 2024 – Musikföreningens i Stockholm körtonsättarstipendium